# سالوادور فلورس
سالوادور فلورس (اسپانیایی: Salvador Flores‎؛ ۱۹۰۶ – نامشخص) بازیکن فوتبال اهل پاراگوئه بود.
وی همچنین در تیم ملی فوتبال پاراگوئه بازی کرده‌است.